# Adalbert Czerny

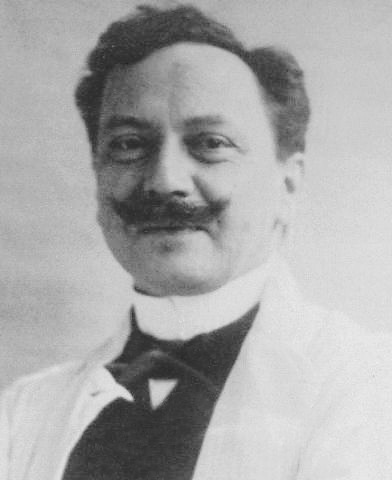
Adalbert Czerny, 1904

Adalbert Czerny, född 25 mars 1863, död 3 oktober 1941, var en tysk läkare.
Czerny blev medicine doktor i Prag 1888, och extraordinarie professor i pediatrik i Breslau 1894, där han inrättade en barnklinik, och 1900 blev ordinarie professor. 1910 blev han professor i pediatrik i Strasbourg, och från 1913 i Berlin. Czerny var en av förgrundsgestalterna inom den tyska pediatriken, och var särskilt känd som en av förgrundspersonerna bakom de i början av 1900-talet framkomna uppfattningarna om näringsrubbningar hos spädbarn.